# Institut Rus de Recerca Espacial
L'Institut Rus de Recerca Espacial (rus: Институт космических исследований Российской Академии Наук, Institut d'Investigacions Espacials de l'Acadèmia de Ciències Russa Rus abreujat: ИКИ РАН, IKI RAN) és l'organització líder de l'Acadèmia Russa de les Ciències en l'exploració de l'espai en benefici de la ciència bàsica. Era conegut com l'Institut d'Investigació Espacial de l'Acadèmia Russa de les Ciències (Rus abr.: ИКИ АН СССР IKI AN SSSR).
L'Institut està situat a Moscou amb una plantilla de 289 científics. Porta a terme la investigació científica en els camps de l'astrofísica, ciència planetària, física solar, les relacions Sol-Terra, plasma còsmic i geofísica. L'IKI també desenvolupa i prova tecnologies espacials en col·laboració amb l'Acadèmia Russa de les Ciències i l'Agència Federal Espacial.

## Història
Va ser fundada el 15 de maig de 1965 pel Consell de Ministres pel decret #392-147 de la Unió Soviètica. El 1992, un any després de la dissolució de la Unió Soviètica va ser rebatejat amb el seu nom actual.

## Directors de l'Institut
1. Gueorgui Petrov (1965—1973)
2. Roald Sagdéiev (1973—1988)
3. Albert Galéiev (1988—2002)
4. Lev Zeleni (2002—2018)
5. Anatoli Petrukóvitx (2018—present)

## Investigacions
L'Institut es dedica a la investigació en les següents àrees:
- Astrofísica d'alta energia
- Ciència planetària
- Física del plasma espacial
- Medi interplanetari i vent solar
- Ciències de la Terra
- Investigació de la física òptica
- Centre de situació satèl·lit
- Ciència espacial russa d'Internet
- Arxiu de Dades